# Incertella antennata
Incertella antennata är en tvåvingeart som först beskrevs av Collin 1946.  Incertella antennata ingår i släktet Incertella och familjen fritflugor. Arten är reproducerande i Sverige. Inga underarter finns listade i Catalogue of Life.